# 洛斯加托斯
洛斯加托斯是位於美国加利福尼亚州聖克拉拉郡內的一座城市，其名在西班牙語中意為「貓」，市政府建制于1887年8月10日。城市面积约为28.7平方公里，根据2010年美国人口普查，该市有人口29,413人。